# ميخائيل مايلز
ميخائيل مايلز (بالإنجليزية: Michael Miles)‏ هو مقدم تلفزيوني نيوزيلندي، ولد في 1 يونيو 1919 في ويلينغتون في نيوزيلندا، وتوفي في 17 فبراير 1971 في مالقة في إسبانيا.